# Faye Marsay
Faye Elaine Marsay (Middlesbrough, Anglaterra, 30 de desembre de 1986) és una actriu anglesa. Els seus papers destacats inclouen Anne Neville a The White Queen, Amy a Need for Speed, el personatge recurrent Candice a Fresh Meat, Steph a la pel·lícula Pride, Blue Colson a l'episodi "Hated in the Nation" de Black Mirror, The Waif a la cinquena i la sisena temporada de Game of Thrones, i Vel Sartha a Andor.

## Primers anys
Marsay va néixer a Middlesbrough. Es va traslladar a Loftus, North Yorkshire, on va assistir a la Laurence Jackson School de Guisborough. Marsay va passar al Prior Pursglove College, abans d'unir-se a la Bristol Old Vic Theatre School, on va interpretar els papers de Sissy Jupe a Hard Times, First Wyrd Sister i Fleance a Macbeth, Runt a Disco Pigs i Shen Te a The Good Soul of Szechuan. Va ser durant la seua etapa a l'escola Old Vic quan va guanyar el Premi Spotlight del 2012. Tan bon punt es va graduar, va aconseguir un paper principal a The White Queen.

## Carrera
El 2008, Marsay va interpretar a Sue a la comèdia dramàtica Is That It?. Va guanyar protagonisme el 2013, interpretant a Anne Neville a The White Queen. A continuació, va interpretar Candice Pelling a la sèrie de televisió Fresh Meat.
El 2014, va interpretar el paper de Lizzie Lancaster a la segona sèrie de The Bletchley Circle. Al setembre, va debutar amb dos projectes, el primer va ser la pel·lícula nominada als BAFTA Pride, en la qual va interpretar el personatge de Steph. El segon va ser la minisèrie de televisió, el misteri d'assassinats Glue. Va interpretar el personatge de Janine Riley. Marsay també va aparéixer a l'especial de Nadal de Doctor Who del 2014 "Last Christmas" com a Shona McCullough. El showrunner Steven Moffat tenia la intenció que el personatge de Shona es convertira en un nou company permanent, en substitució de Jenna Coleman que havia decidit deixar la producció. Coleman va canviar d'opinió durant el rodatge i es va afegir una escena final addicional a l'últim moment, invertint la seua sortida i deixant a Shona fora de la sèrie.
El 2015 va aparéixer a la cinquena temporada de la popular sèrie de HBO Game of Thrones com a la noia abandonada. Al juny, Marsay va interpretar el nou personatge Katie Springer a la sèrie de televisió My Mad Fat Diary per a la darrera temporada. A principis d'octubre va ser nomenada una de les estrelles del demà 2015 de Screen International.
L'octubre de 2015, es va estrenar un drama radiofònic a BBC Radio 4 anomenat The Price of Oil. L'episodi "No Two Days" el va protagonitzar com Izzie. Al novembre, va aparéixer com Amy al videojoc Need for Speed, amb un accent americà. A continuació, el curtmetratge NippleJesus, basat en el conte de Nick Hornby, va debutar al Festival de Cinema d'Austin i es va estrenar a Londres, tot i que encara no s'ha posat a disposició del públic. Marsay interpreta a Siobhan.
El 2016 va interpretar el paper de Christine a la sisena temporada de Vera d'ITV. Després va continuar el seu paper a Game of Thrones. Al maig i juny de 2016, Marsay va interpretar el paper principal de Nina Stibbe a Love, Nina de la BBC. Més tard aquell any, va aparéixer a "Hated in the Nation", un episodi de la sèrie d'antologia Black Mirror com Blue Colson al costat de Kelly Macdonald.
El 2017, Marsay va protagonitzar el llargmetratge debut de Daisy Aitkens You, Me and Him amb Lucy Punch i David Tennant, i va aparéixer a la pel·lícula Darkest Hour, protagonitzada per Gary Oldman. També va aparéixer en un revival de l'obra Road de Jim Cartwright al Royal Court Theatre. El desembre de 2017, va protagonitzar el drama d'ITV Bancroft al costat de Sarah Parish. El 2017, també va aparéixer al drama de Channel 4 Shamed.
El 2018, va aparéixer a McMafia de la BBC/AMC, amb James Norton. Al novembre, va aparéixer a A Private War al costat de Rosamund Pike, Stanley Tucci i Jamie Dornan.
El 2019, va interpretar el paper de la DC Joanne Aspinall al drama de sis parts d'ITV Deep Water, protagonitzat per Anna Friel, Rosalind Eleazar i Sinead Keenan. El 2020 va narrar dos episodis de la sèrie d'E4 The Sex Clinic. El 2022, protagonitza la sèrie de televisió de La guerra de les galàxies Andor, una preqüela de la pel·lícula Rogue One, com Vel Sartha.